# Marilandica
Populus ×canadensis 'Marilandica', of kortweg (maar incorrect) Populus  'Marilandica', is een vrouwelijke kloon van de populier, en wel van een kruising tussen Populus ×canadensis 'Serotina' en de zwarte populier. Deze kloon ontstond omstreeks 1800 in Frankrijk. De naam verwijst naar Maryland waar toen de Amerikaanse onafhankelijkheidsstrijd begon.

## Beschrijving
De kloon kenmerkt zich door een zware stam met gegroefde bast, die gewoonlijk enigszins scheef met de windrichting meegroeit, vandaar de bijnaam waaiboom. Op slechts enkele meters hoogte ontwikkelt zich een zware zijtak die de hoofdstam als het ware in evenwicht houdt.
De boom, die bijna 100 jaar oud kan worden, werd begin 20e eeuw massaal in Nederland aangeplant, hoewel er ook Marilandica's uit de 19e eeuw zijn. Omstreeks 1930 bestond zelfs ongeveer 40% van alle populieren in Nederland uit deze kloon. Tegenwoordig worden nog maar weinige populieren van deze kloon geplant. De huidige Marilandica's hebben dan ook gemiddeld een respectabele leeftijd bereikt. Later zijn andere rassen canadapopulieren, met gladdere bast en rechtere stam, in zwang gekomen.
De Marilandica werd veel in Noord-Brabant aangeplant, vooral in het gebied ten zuiden van 's-Hertogenbosch. Daar staat hij bekend als de Brabantse staander.

## Populier op de Vollander
Net als andere populieren maakt de Marilandica-populier meestal onderdeel uit van een grotere aanplant bijvoorbeeld in productiebos of langs wegen. Soms worden bijzondere solitaire exemplaren aangetroffen. Een hiervan was de Populier op de Vollander. Deze Marilandica stond op de Vollanderkouter op een hoogte van 60 meter boven de zeespiegel tussen Strijpen en Velzeke-Ruddershove (Zottegem) in de Vlaamse Ardennen. Op deze plek kwamen oude wegen samen en werd vroeger in de omgeving vierschaar gehouden. De populier werd tussen 1890 en 1900 aangeplant, vermoedelijk ter vervanging van een eerdere boom. De circa 35 meter hoge populier had een stamomtrek van 5,03 meter en een kruindiameter van 30 meter. De populier op de Vollander was beschermd erfgoed sinds 2001. Op 9 februari 2020 waaide de boom om tijdens de storm Ciara. De iconische boom op de Vollander werd door kunstenaar Thijs Van der Linden in 2020 verwerkt tot een wensboom aan de Sanitary. Er werd ook een nieuwe stek geplant op de vroegere plek waar de boom stond; in 2025 kreeg het entenproject de European Heritage Awards / Europa Nostra Awards-prijs in de categorie onderzoek.

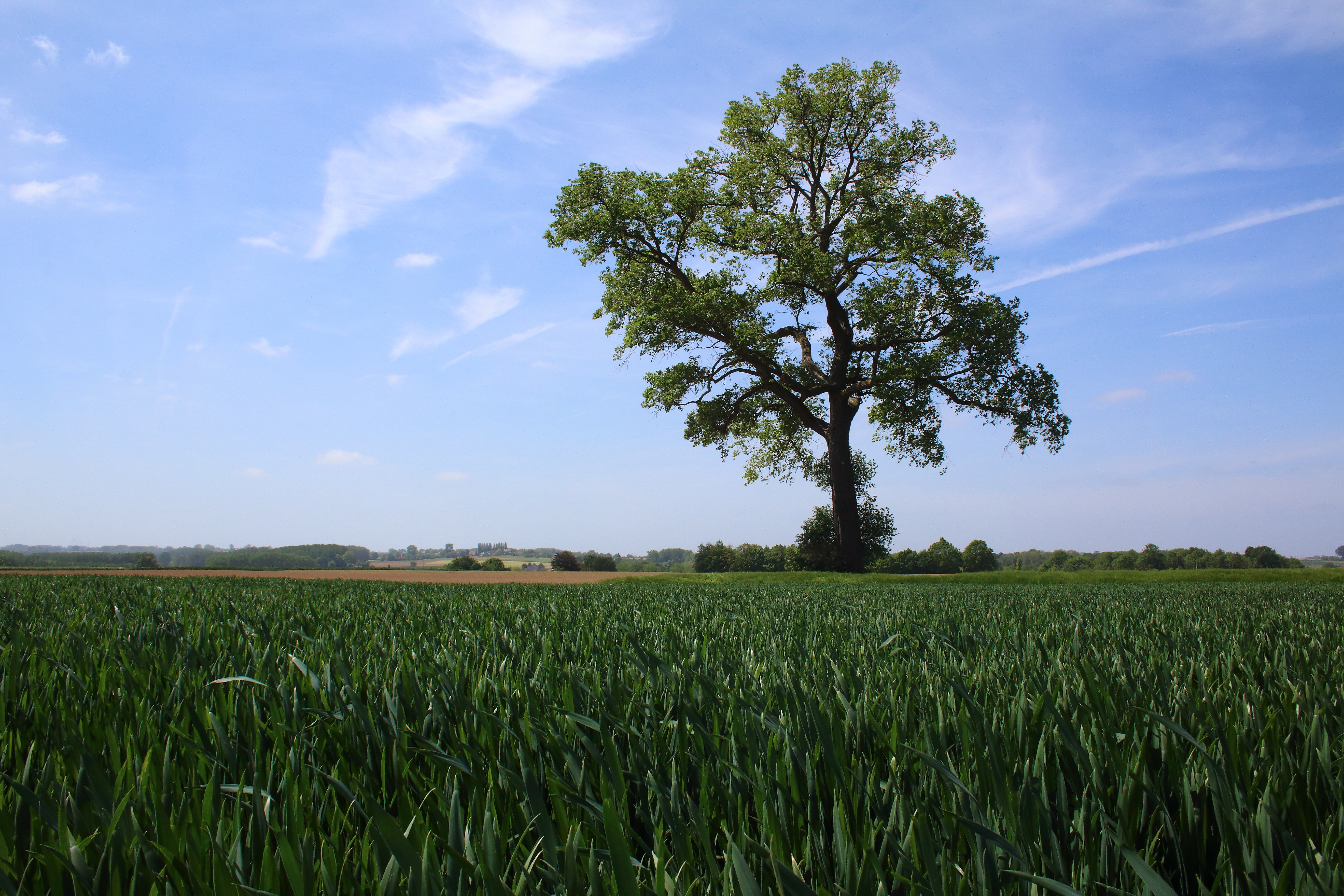
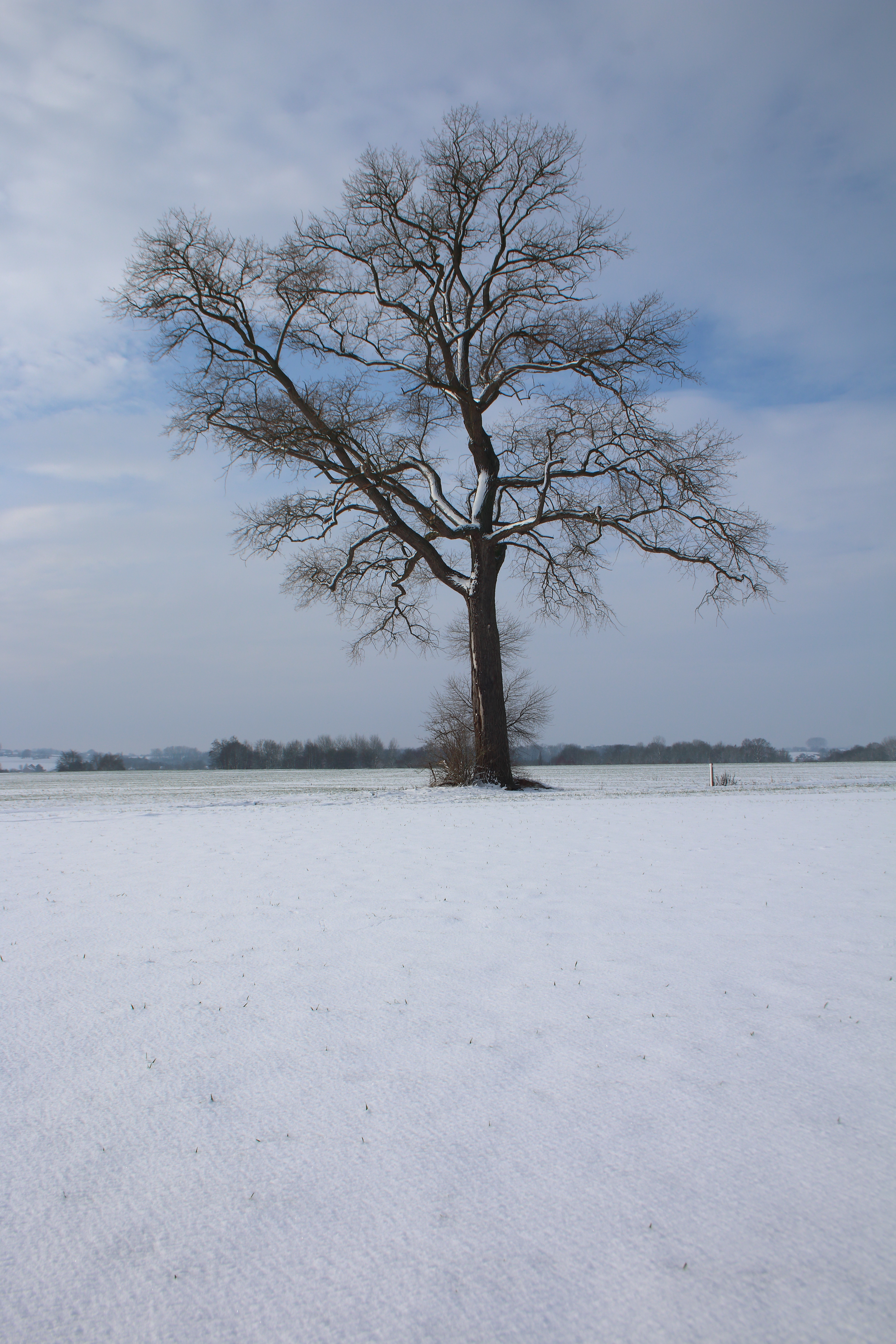
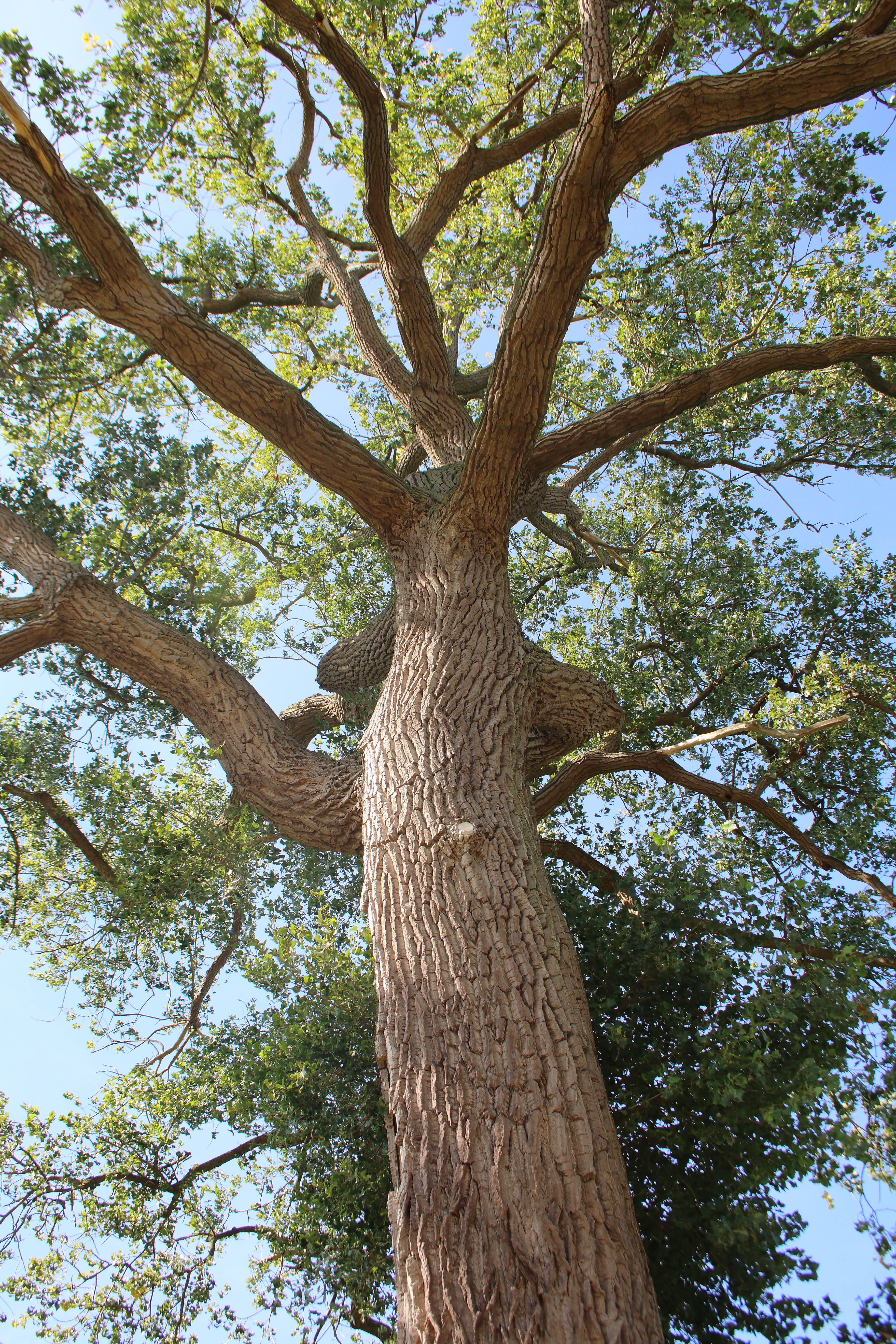
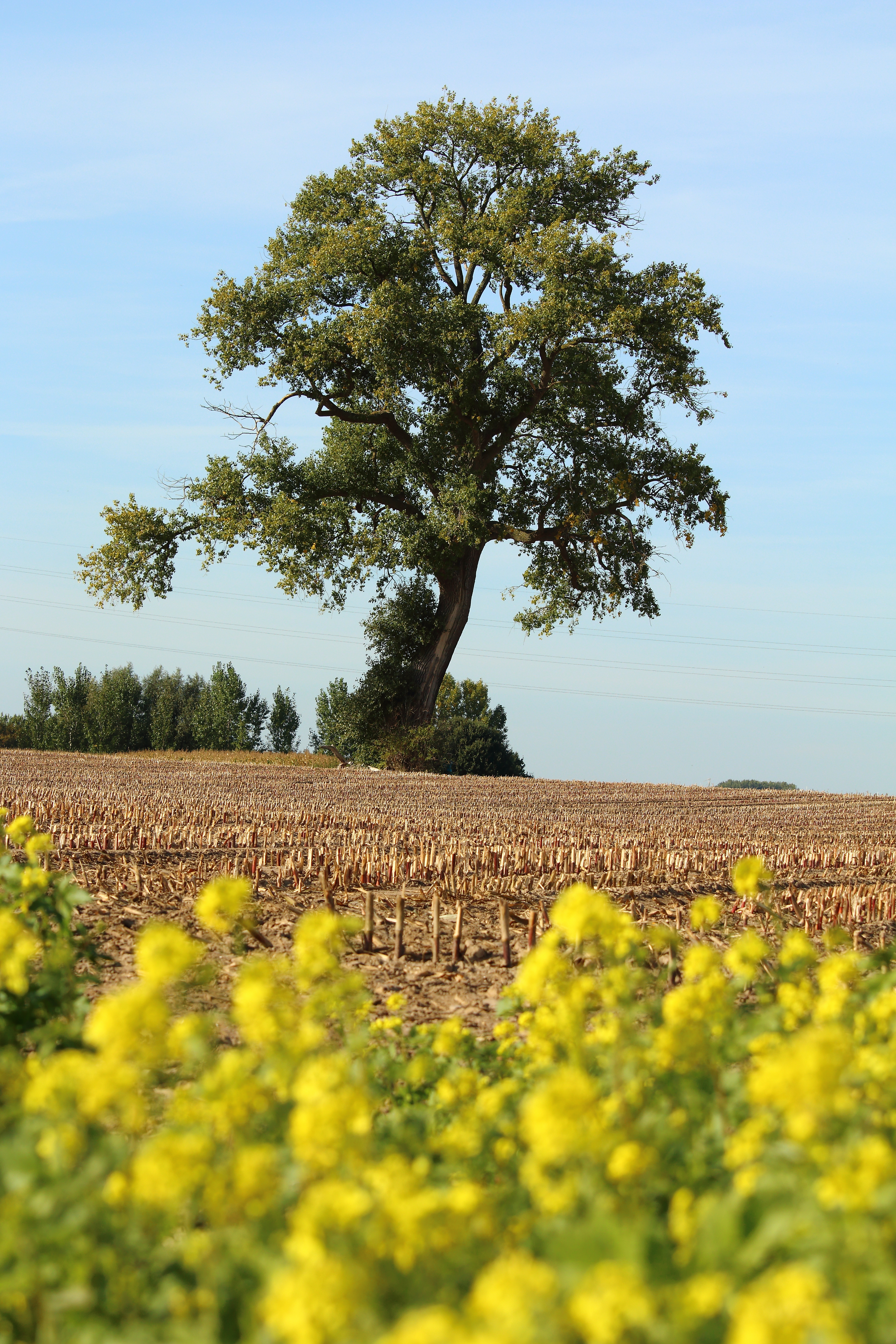
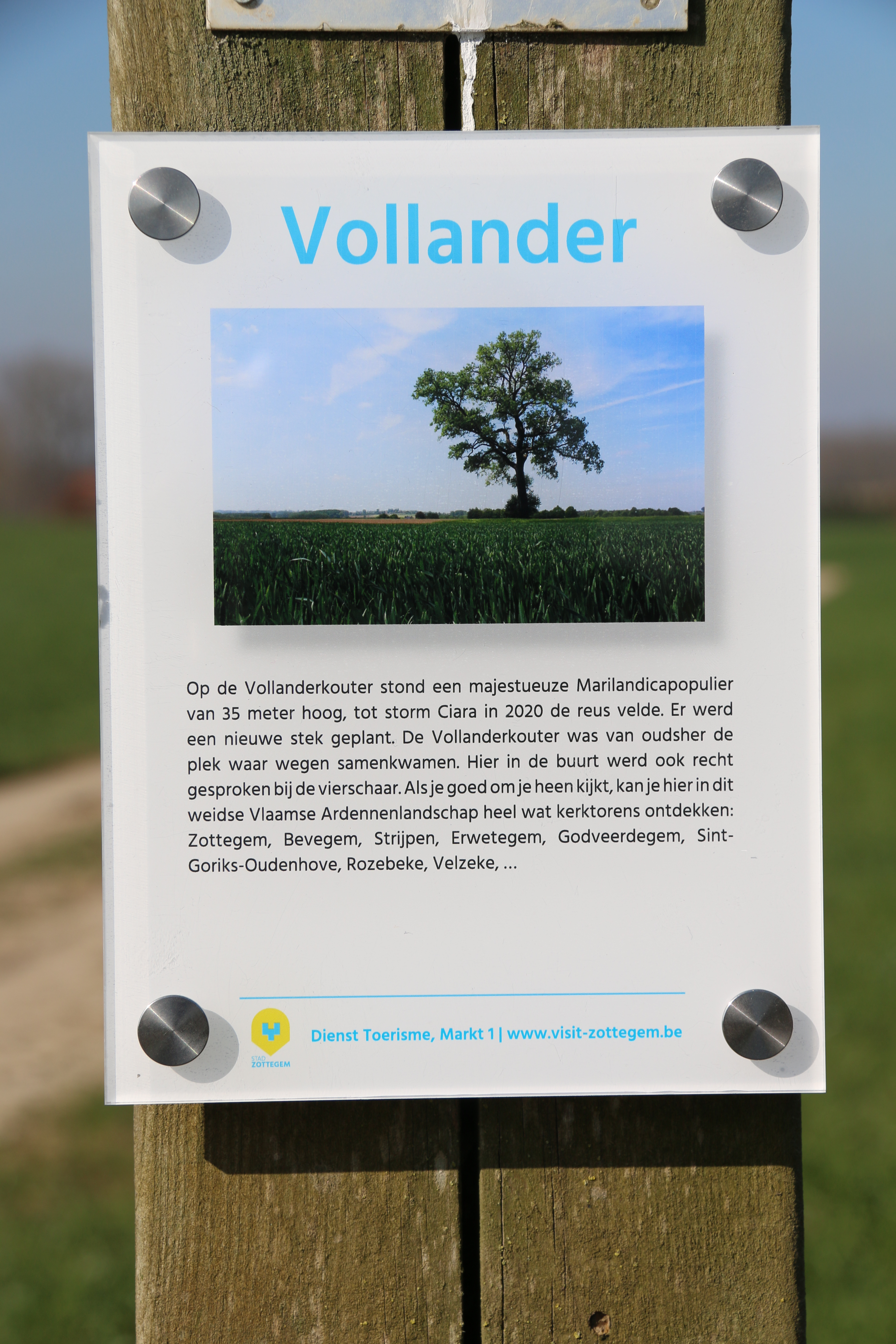
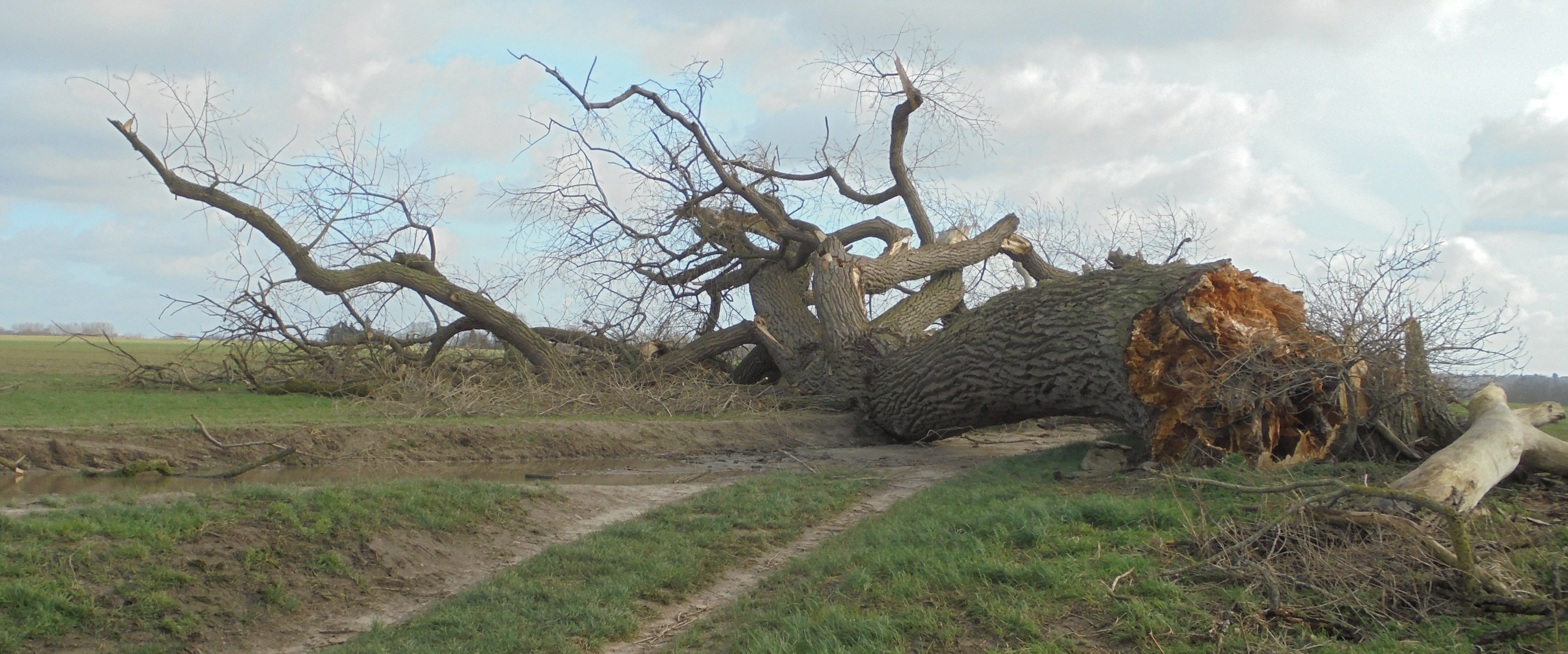